# Barranc del Coscó
El Barranc del Coscó és un barranc en gran part del seu recorregut termenal entre els termes de Castell de Mur (antic terme de Mur) i de Sant Esteve de la Sarga). Tanmateix, el seu naixement és en aquest darrer terme, i la seva desembocadura, en el de Castell de Mur.
Es forma a 1.044,5 m. alt. i davalla cap al nord. Passa entre les cases del Sastret (a ponent, Sant Esteve de la Sarga) i del Coscó (llevant, Castell de Mur), més endavant passa també entre les de Mariagnet, a ponent, i el Mas de Falset, a llevant, i finalment es desvia cap al nord-est per tal d'adreçar-se a Casa Auberola, on desemboca en el Barranc Gros.